# 16007 Каасалайнен
16007 Каасалайнен (16007 Kaasalainen) — астероїд головного поясу, відкритий 20 січня 1999 року.
Тіссеранів параметр щодо Юпітера — 3,564.